# Saint-Sorlin-en-Valloire
Saint-Sorlin-en-Valloire ist eine französische Gemeinde mit 2.237 Einwohnern (Stand: 1. Januar 2022) im Département Drôme in der Region Auvergne-Rhône-Alpes; sie gehört zum Arrondissement Valence und zum Kanton Drôme des collines.

## Geographie
Saint-Sorlin-en-Valloire liegt etwa 47 Kilometer ostsüdöstlich von Saint-Étienne. Umgeben wird Saint-Sorlin-en-Valloire von den Nachbargemeinden Épinouze im Norden, Manthes im Nordosten, Moras-en-Valloire im Osten, Hauterives im Südosten, Châteauneuf-de-Galaure im Süden sowie Anneyron im Westen.

## Bevölkerungsentwicklung
| Jahr                       | 1962 | 1968 | 1975 | 1982 | 1990 | 1999 | 2006 | 2019 |
| Einwohner                  | 1374 | 1349 | 1376 | 1403 | 1452 | 1559 | 1781 | 2254 |
| Quellen: Cassini und INSEE |      |      |      |      |      |      |      |      |

## Sehenswürdigkeiten
- Kirche Saint-Saturnin aus dem 12. Jahrhundert
- Schloss La Perouze

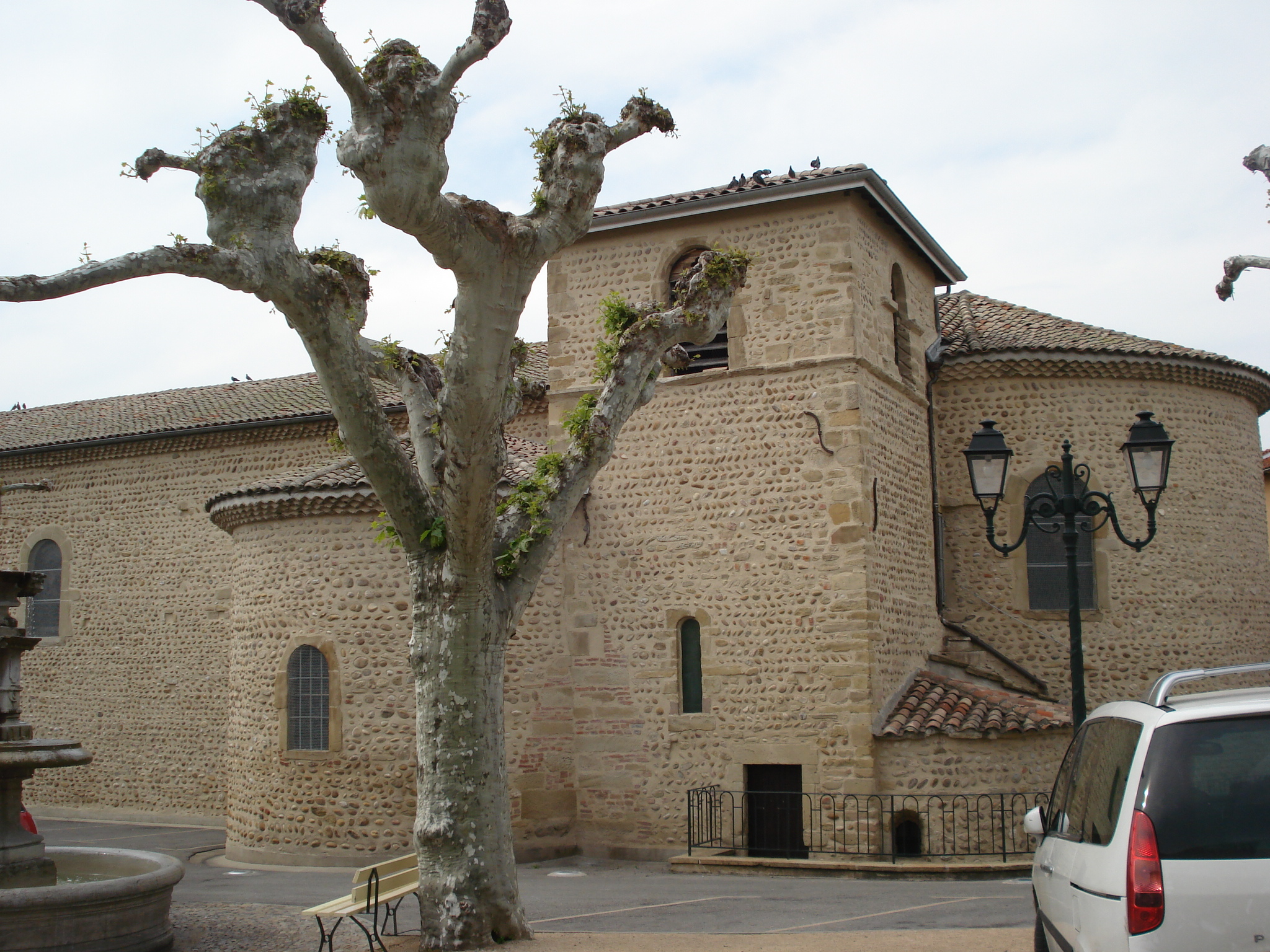
Kirche Saint-Saturnin
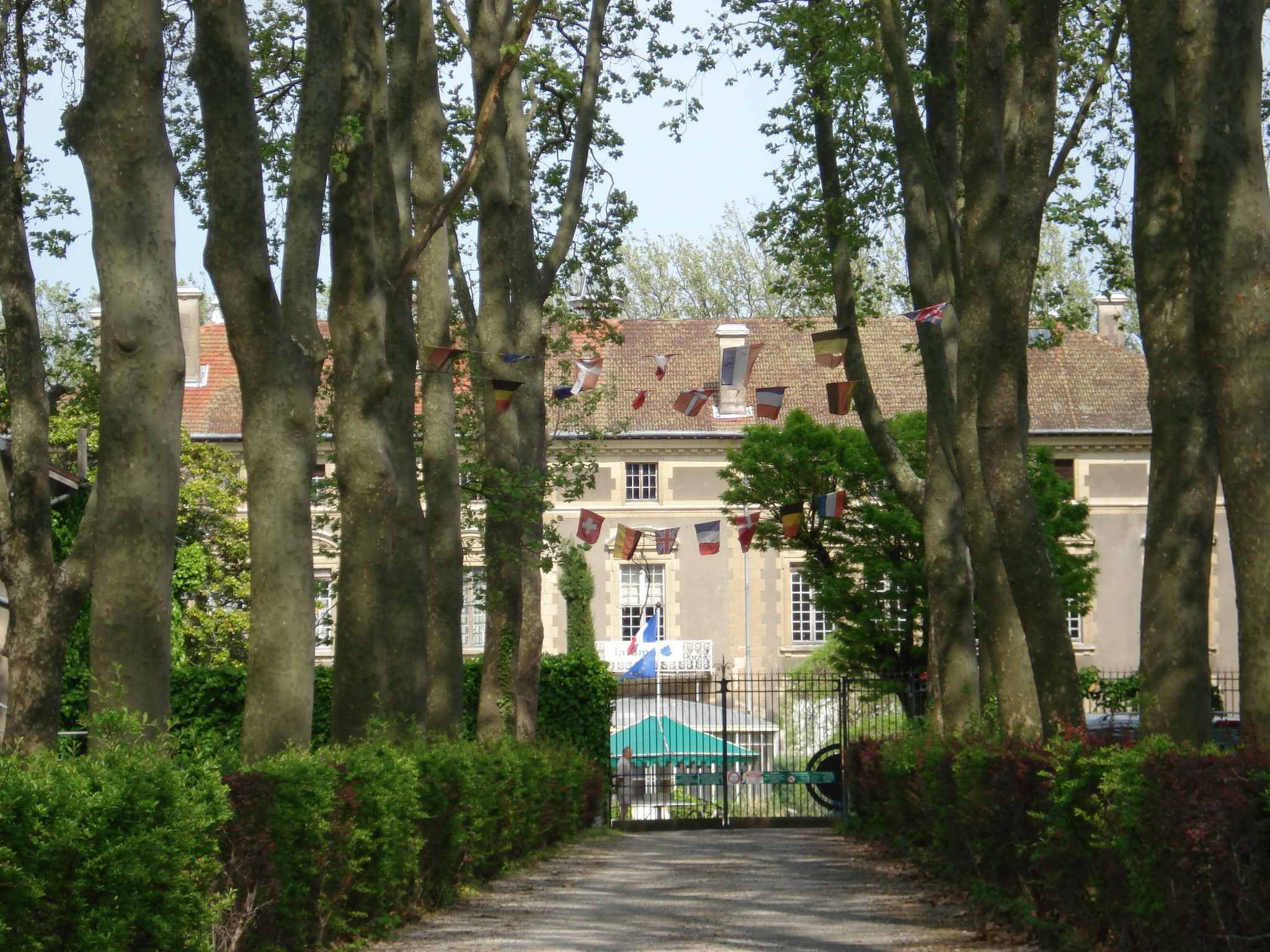
Schloss La Perouze